# Razzie Awards 2017
La 38ª edizione dei Razzie Awards si è svolta il 3 marzo 2018. Le pre-candidature sono state annunciate il 2 gennaio 2018, mentre le candidature ufficiali sono state annunciate il 22 gennaio 2018.
I film maggiormente candidati sono stati Transformers - L'ultimo cavaliere con nove nomination, Cinquanta sfumature di nero con otto e La mummia con sette.
Il film che ha vinto il maggior numero di premi (4 su 4 disponibili) è Emoji - Accendi le emozioni.

## Vincitori e candidati
Vengono di seguito indicati i candidati ed i vincitori in grassetto.

### Peggior film
- Emoji - Accendi le emozioni (The Emoji Movie), regia di Tony Leondis
- Baywatch, regia di Seth Gordon
- Cinquanta sfumature di nero (Fifty Shades Darker), regia di James Foley
- La mummia (The Mummy), regia di Alex Kurtzman
- Transformers - L'ultimo cavaliere (Transformers: The Last Knight), regia di Michael Bay

### Peggior attore
- Tom Cruise - La mummia (The Mummy)
- Johnny Depp - Pirati dei Caraibi - La vendetta di Salazar (Pirates of the Caribbean: Dead Men Tell No Tales)
- Jamie Dornan - Cinquanta sfumature di nero (Fifty Shades Darker)
- Zac Efron - Baywatch
- Mark Wahlberg - Daddy's Home 2 e Transformers - L'ultimo cavaliere (Transformers: The Last Knight)

### Peggior attrice
- Tyler Perry - Boo 2! A Madea Halloween
- Katherine Heigl - L'amore criminale (Unforgettable)
- Dakota Johnson - Cinquanta sfumature di nero (Fifty Shades Darker)
- Jennifer Lawrence - Madre! (Mother!)
- Emma Watson - The Circle

### Peggior attore non protagonista
- Mel Gibson - Daddy's Home 2
- Javier Bardem - Pirati dei Caraibi - La vendetta di Salazar (Pirates of the Caribbean: Dead Men Tell No Tales) e Madre!
- Russell Crowe - La mummia (The Mummy)
- Josh Duhamel - Transformers - L'ultimo cavaliere (Transformers: The Last Knight)
- Anthony Hopkins - Autobahn - Fuori controllo (Collide) e Transformers - L'ultimo cavaliere (Transformers: The Last Knight)

### Peggior attrice non protagonista
- Kim Basinger - Cinquanta sfumature di nero (Fifty Shades Darker)
- Sofia Boutella - La mummia (The Mummy)
- Laura Haddock - Transformers - L'ultimo cavaliere (Transformers: The Last Knight)
- Goldie Hawn - Fottute! (Snatched)
- Susan Sarandon - Bad Moms 2 - Mamme molto più cattive (A Bad Mom's Christmas)

### Peggior coppia
- Due qualsiasi odiose emoji in Emoji - Accendi le emozioni (The Emoji Movie)
- Qualsiasi combinazione tra due personaggi, due sex toys o due posizioni sessuali in Cinquanta sfumature di nero (Fifty Shades Darker)
- Qualsiasi combinazione tra due umani, due robot o due esplosioni in Transformers - L'ultimo cavaliere (Transformers: The Last Knight)
- Johnny Depp e la sua routine da ubriacone in Pirati dei Caraibi - La vendetta di Salazar (Pirates of the Caribbean: Dead Men Tell No Tales)
- Tyler Perry e il suo vecchio logoro vestito o la sua consumata parrucca in Boo 2! A Madea Halloween

### Peggior prequel, remake, rip-off o sequel
- Cinquanta sfumature  di nero (Fifty Shades Darker)
- Baywatch
- Boo 2! A Madea Halloween
- La mummia (The Mummy)
- Transformers - L'ultimo cavaliere (Transformers: The Last Knight)

### Peggior regista
- Tony Leondis - Emoji - Accendi le emozioni (The Emoji Movie)
- Darren Aronofsky - Madre! (Mother!)
- Michael Bay - Transformers - L'ultimo cavaliere (Transformers: The Last Knight)
- James Foley - Cinquanta sfumature di nero (Fifty Shades Darker)
- Alex Kurtzman - La mummia (The Mummy)

### Peggior sceneggiatura
- Emoji - Accendi le emozioni (The Emoji Movie) - scritto da Eric Siegel, Tony Leondis, Mike White e Jordan Roberts
- Baywatch - scritto da Damian Shannon e Mark Swift, storia di Robert Ben Garant, Thomas Lennon, David Ronn e Jay Scherick
- Cinquanta sfumature di nero (Fifty Shades Darker) - scritto da Niall Leonard
- La mummia (The Mummy) - scritto da David Koepp, Christopher McQuarrie e Dylan Kussman, storia di Alex Kurtzman, Jon Spaihts e Jenny Lumet
- Transformers - L'ultimo cavaliere (Transformers: The Last Knight) - scritto da Art Marcum, Matt Holloway e Ken Nolan, storia di Akiva Goldsman, Art Marcum, Matt Holloway e Ken Nolan

### Premi speciali

#### Barry L. Bumsted Award
- CHiPs per il peggior rapporto budget / incasso

#### Razzie Rotten Tomatoes Award
- Baywatch per il peggior film più brutto ma amato dal pubblico

## Statistiche vittorie/candidature
Premi vinti/candidature:
- 4/4 - Emoji - Accendi le emozioni (The Emoji Movie)
- 2/8 - Cinquanta sfumature di nero (Fifty Shades Darker)
- 1/7 - La mummia (The Mummy)
- 1/5 - Baywatch
- 1/3 - Boo 2! A Madea Halloween
- 1/2 - Daddy's Home 2
- 1/1 - CHiPs
- 0/9 - Transformers - L'ultimo cavaliere (Transformers: The Last Knight)
- 0/3 - Pirati dei Caraibi - La vendetta di Salazar (Pirates of the Caribbean: Dead Men Tell No Tales)
- 0/3 - Madre! (Mother!)
- 0/1 - L'amore criminale (Unforgettable)
- 0/1 - The Circle
- 0/1 - Autobahn - Fuori controllo (Collide)
- 0/1 - Fottute! (Snatched)
- 0/1 - Bad Moms 2 - Mamme molto più cattive (A Bad Mom's Christmas)